# Французи
Французи (фр. Français) су нација и етничка група која претежно живи у Француској. Веза са Француском може бити законска, историјска и/или културолошка. Припадају романској групи народа. Потомци су романизованих Гала, и Франака, од којих су и добили данашње име. Француски језик такође припада романској групи језика. Процењује се да има укупно око 93 милиона Француза широм света.